# 猫闘
『猫闘』（キャットー）は、にくぼしによる日本の漫画作品。『週刊少年チャンピオン』（秋田書店）にて、2009年39号から2009年42号まで連載された。

## ストーリー
女子高生・佐々木京子はある日、幼馴染の河村弥生の様子がおかしいことを聞かされる。心配し声をかけた弥生に連れられた先は猫闘と呼ばれるキャットファイトのリングだった。そこで、弥生がキャットファイトに興じていることを知る。
京子は弥生の身を心配するが、保護者のような態度が弥生の反発を買ってしまう。京子は弥生と同じ目線に立つため、弥生にキャットファイトを申し込み、自分も猫闘のリングに上がることを決意する。 

## 登場人物

### 主人公
佐々木 京子（ささき きょうこ）
男勝りな性格の女子高生。 弥生とは小学校の頃からの幼馴染で、よく気が弱い弥生をいじめっ子から守っていた。
おとなしい弥生がキャットファイトに身を投じていることを心配するが、保護者の様な態度をとってしまい弥生から反発されてしまう。
弥生と同じ目線で分かり合うために弥生にキャットファイトを挑む。猫闘でのリングネームはKYOKO。
河村 弥生（かわむら やよい）
京子の小学校からの幼馴染。日常生活に退屈し、刺激を求めてキャットファイトに身を投じていた。
おとなしい性格で、小さい頃は京子にいじめっ子から守られていた。キャットファイトをしていることを京子に心配されるが、京子の保護者のような態度に反発する。
弥生と同じ目線に立とうとした京子から、キャットファイトを挑まれる。猫闘でのリングネームはYAYOI。

### 学校関係者
遠山（とおやま）
京子と弥生が通う高校の現国教師。体中に怪我を作っている弥生を心配し、京子に弥生の様子を聞いていた。

### 猫闘関連
ブル中田（ブルなかた）
弥生が猫闘デビュー戦で戦い負けた相手。 弥生にリベンジマッチを挑まれるが返り討ちにした。本名は不明。
摩璃唖（まりあ）
京子と弥生の試合を見て京子に関心を持ち、京子にキャットファイトを申し込んだ。本名は不明。